# Eleição presidencial nos Estados Unidos em 2004
As Eleições presidenciais americanas de 2004 ocorreram em 2 de novembro. O Presidente republicano George Walker Bush e seu vice-presidente Dick Cheney foram reeleitos, tendo vencido os senadores democratas John Kerry e John Edwards.
Bush e Cheney foram renomeados pelo Partido Republicano sem dificuldade. O ex-governador de Vermont, Howard Dean, emergiu como o favorito nas primeiras etapas das primárias presidenciais do Partido Democrata de 2004, mas Kerry venceu o primeiro conjunto de primárias em janeiro e garantiu a nomeação do partido em março, após uma série de vitórias nas primárias. Kerry escolheu Edwards, que foi o segundo colocado nas primárias, como seu companheiro de chapa. A política externa foi o tema dominante durante toda a campanha eleitoral, especialmente a gestão de Bush na Guerra ao Terror e a invasão do Iraque em 2003. Bush se apresentou como um líder decisivo e atacou Kerry como alguém "inconstante" em suas ideias. Kerry criticou a condução de Bush na Guerra do Iraque, apesar de ele próprio ter votado a favor da guerra. Questões domésticas também foram debatidas, incluindo a economia e o emprego, saúde, aborto, casamento entre pessoas do mesmo sexo e pesquisa com células-tronco embrionárias.
George W. Bush se tornou o primeiro candidato desde seu pai — George H. W. Bush, eleito em 1988 a receber a maioria dos votos populares (ou seja, 50% deles). A taxa de participação foi de 60% (quase 6% a mais que em 2000), tendo havido mais 12 milhões de votos do que na eleição anterior.
Tinha sido a última vez que o Partido Republicano venceu no voto popular até 2024, na reeleição de Donald Trump.

## Contexto
George W. Bush ganhou a presidência em 2000 depois que a da decisão Suprema Corte em Bush v. Gore reenviou o caso para a Suprema Corte Flórida, que declarou que não havia tempo suficiente para fazer uma recontagem sem violar a Constituição dos Estados Unidos.
Em apenas oito meses de sua presidência, os ataques terroristas de 11 de setembro de 2001 transformaram repentinamente Bush em um presidente em tempo de guerra. Os índices de aprovação de Bush subiram para quase 90%. Em um mês, as forças de uma coalizão liderada pelos Estados Unidos entraram no Afeganistão, que estava abrigando Osama bin Laden, suspeito de ser o mentor dos ataques de 11 de setembro. O Talibã foi removido em dezembro, embora uma reconstrução longa e contínua se seguisse
No entanto, os altos índices de aprovação de Bush não duraram. Em primeiro lugar, embora a guerra em si fosse popular nos Estados Unidos, a reconstrução e a tentativa de "democratização" do Iraque perderam algum apoio com o passar dos meses e o número de baixas aumentou, sem diminuição da violência nem progresso em direção à estabilidade ou reconstrução. Em segundo lugar, enquanto os investigadores vasculhavam o país, não conseguiram encontrar os estoques de armas de destruição em massa previstos, o que levou a um debate sobre a justificativa para a guerra.

## Indicações

### Indicação republicana
| Republican Party (United States)              |                                                    |
| George W. Bush                                | Dick Cheney                                        |
| para Presidente                               | para Vice Presidente                               |
|                                               |                                                    |
| 43º Presidente dos Estados Unidos (2001–2009) | 45º vice presidente dos Estados Unidos (2001–2009) |
| Campanha                                      |                                                    |
|                                               |                                                    |

Em 10 de março de 2004, Bush oficialmente conquistou o número de delegados necessários para serem nomeados na Convenção Nacional Republicana de 2004 na cidade de Nova York.  Ele aceitou a indicação em 2 de setembro de 2004 e manteve o vice-presidente Dick Cheney como seu companheiro de chapa.  Durante a convenção e durante a campanha, Bush se concentrou em dois temas: defender os Estados Unidos contra o terrorismo e construir uma sociedade de propriedade.  Bush usou ideais populistas em uma tentativa de reunir cidadãos atrás dele em uma época de terror internacional.  A sociedade de propriedade incluiu permitir que as pessoas investissem parte de sua Seguridade Social no mercado de ações, aumentando a propriedade de casas e ações e encorajando mais pessoas a comprar seu próprio seguro saúde.

### Indicação democrata
| 2004 Democratic Party ticket          |                                            |
| John Kerry                            | John Edwards                               |
| para Presidente                       | para Vice Presidente                       |
|                                       |                                            |
| Senador por Massachusetts (1985–2013) | Senador pela Carolina do Norte (1999–2005) |
| Campanha                              |                                            |
|                                       |                                            |

Em meados de 2003, Howard Dean era apontado como o favorito para ganhar a indicação, porém a situação começou a mudar quando John Kerry conseguiu apoio de políticos influentes como Ted Kennedy e estrategistas de campanha experientes, a grande virada aconteceu no caucuses de Iowa, quando candidato Kerry, ganhou 38% dos delegados do estado, John Edwards ficou com 32% e Dean com 18%, ficando em terceiro lugar.
Em 6 de julho, Kerry escolheu Edwards como seu companheiro de chapa, pouco antes da Convenção Nacional Democrata de 2004 ser realizada no final daquele mês em Boston.
O discurso principal da convenção foi proferido pelo então candidato ao Senado dos EUA (bem como futuro presidente) Barack Obama; o discurso foi bem recebido e elevou o status de Obama dentro do Partido Democrata.

### Ralph Nader, independentes
Nader, apesar de inicialmente concorrer como independente, foi listado em vários países como candidato do Partido Reformista, do partido Vida Melhor, ou o do PEC, Em outros estados ele não foi candidato porque não cumpriu os requerimentos para acesso a cédula. Ele manteve apoio mais uma vez, depois o partido dividiu, auxiliando Michael Peroutka,
Nader estava nos votos em 34 estados + DC.
Em 18 de setembro de 2004 a Suprema Corte da Flórida ordenou que fosse incluído Nader nas cédulas de toda a Flórida para as eleições. A Corte rejeitou argumentos de que o Partido Reformista não havia cumprido os requisitos no código de acesso da Flórida. De que o partido deveria ser nacional, através de convenções. Específicamente, a corte ordenou que o termo "nacional" deveria ser levado o mais brando possível. A Flórida foi um dos estados que foi sujeito de muitas controvérsias nas eleições anteriores.

### Michael Badnarik, Partido Libertário
Badnarik foi nomeado pelos delegados como membro do Partido Libertário em 30 de maio de 2004, em Atlanta, Geórgia. Na corrida presidencial mais acirrada da história, Badnarik venceu o apresentador de Talk show Gary Nolan e o ganhador do Emmy e do Tony, Aaron Russo na cédula. Os três candidatos foram separados apenas por uma meia dúzia de votos nas duas primeiras cédulas. Os candidatos debateram entre si várias convenções do Partido Libertário, levando em conta a convenção nacional. O debate feito no grupo da California convenção. (14 de março de 2008) em São José voou para C-SPAIN e a PBS.

### Michael Peroutka, Partido Constitucional
O Partido constitucional nomeou Peroutka como presidente em 25 de junho de 2004, e Baldwin para vice-presidente em 26 de Junho. Ex-chefe de justiça da Suprema Corte de alabama. O ex-chefe não aceita dinheiro para livrer o filho.

### David Cobb, Partido Verde
Cobb foi escolhido como Cadidato presidencial do Partido Verde na convenção nacional em 25 de junho de 2004; LaMarche foi nomeado como vice-presidente. É notado que Nader estava procurando por apoio para o Partido Verde para sua corrida presidencial.

## Campanha

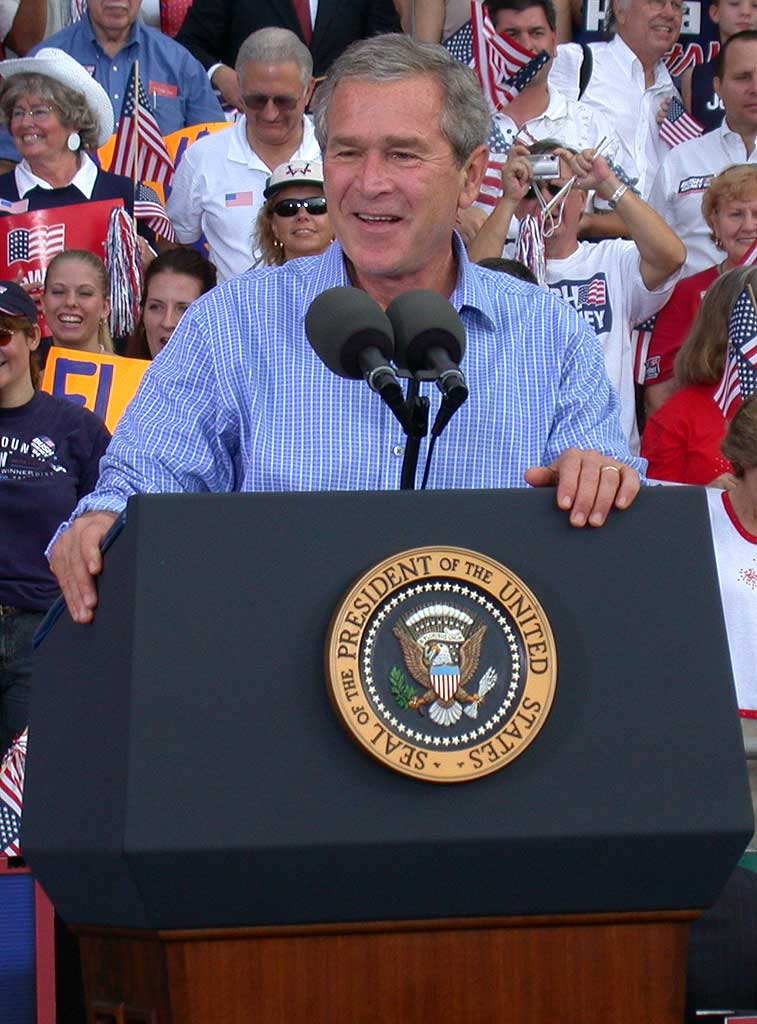
Bush em campanha

Bush concentrou sua campanha na segurança nacional, apresentando-se como um líder decisivo e comparou Kerry como um "cambaleante". Essa estratégia foi projetada para transmitir aos eleitores americanos a ideia de que se podia confiar que Bush seria duro com relação ao terrorismo, enquanto Kerry seria "inseguro diante do perigo".
Alguns apoiadores do candidato democrata John Kerry ficaram preocupados que a candidatura independente de Ralph Nader iria dividir os votos contra o presidente eleito, desta forma permitindo o candidato George W. Bush ganhar as eleições. Muitos democratas culpam Ralph Nader por dividir os votos nas eleições de 2000, quando ele concorreu pelo Partido Verde.
Algumas divisões são de preocupação particular porque a maioria dos estados escolhe o candidato que eles enviam para o colégio eleitoral, para o candidato com mais votos, mesmo que sejam menos que 50% do total de votos. Nesses casos, um número relativamente pequeno de votos pode fazer muita diferença. Por exemplo, um candidato que agora ganhou algumas pluralidades num número significante de estados pode ganhar a maioridade no colégio eleitoral. Enquanto Ralph Nader e o partido verde ultimamente tem ajudado a substituir o Colégio Eleitoral pelas eleições diretas, ambos sugeriram que os estados utilizem o "segundo turno instantâneo" para selecionar seus Presidentes, o que iria direcionar parcialmente a situação de duplicação de votos.
Os Adversários da candidatura de Ralph Nader muitas vezes se referiam a divisão de votos como o "Efeito Saqueador". Alguns votantes que preferiram as posições de Ralph Nader as de John Kerry para evitar a divisão de votos contra o encarregado, clamando pela escolha do "menos mal". Esse votantes normalmente usavam slogans como "Qualquer um que não seja Bush" e "Um voto para Nader é um voto para Bush". Um grupo de pessoas que apoiava Nader em 2000 liberou uma declaração intitulada "Vote para parar Bush", desejando suporte para Kerry/Edwards em estados divididos. Seja por isso ou por outros fatores, o impacto de Nader nas eleições acabou sendo provado como inconsequente, uma vez que ele recebeu menos de 1% dos votos nacionais.

### Debates
Houve três debates presidenciais:
1. 30 de Setembro na Universidade de Miami.
2. 8 de Outubro na Universidade de Washington (St. Louis).
3. 13 de Outubro na Universidade do Estado de Arizona.

### Vídeo de Osama bin Laden
Em 29 de outubro, quatro dias antes da eleição, trechos de um vídeo de Osama bin Laden falando ao povo americano foram transmitidos pela Al Jazeera. Em seus comentários, Bin Laden menciona os ataques de 11 de setembro de 2001 e zombou de Bush por sua resposta a eles. Nos dias que se seguiram ao lançamento do vídeo, a vantagem de Bush sobre Kerry aumentou vários pontos.

## Resultados eleitorais

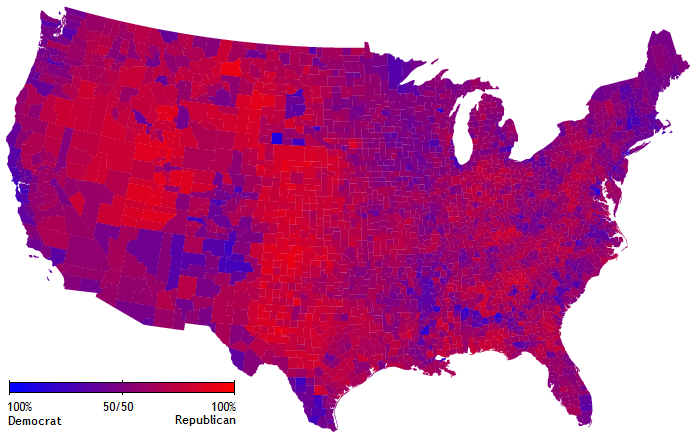
Voto popular presidencial por província. A maioria das províncias é roxo ao invés de estritamente vermelho ou azul.

Os membros do Colégio Eleitoral votaram formalmente em 13 de Dezembro de 2004. Em 6 de Janeiro de 2005, quando o Congresso reuniu para a contagem oficial dos votos, a congressista democrata Stephanie Tubbs Jones e a senadora Barbara Boxer objetaram a contagem dos votos do Ohio. Como resultado, Câmara de Representantes e Senado debateram em separado a inclusão dos votos do Ohio, mas apenas em quatro horas as obcecações foram recusadas pelo Senado 74–1 e Câmara 267–31.
Na contagem final, Bush recebeu 286 votos eleitorais, Kerry recebeu 251 e houve um voto no candidato à vice-presidência John Edwards. Para vice-presidente, 286 votos foram para Dick Cheney, e 252 para Edwards.
| Candidato a presidente | Candidato a vice-presidente | Partido            | Votos      | % votos | Grandes eleitores (Colégio Eleitoral) | % gr. eleit |
| ---------------------- | --------------------------- | ------------------ | ---------- | ------- | ------------------------------------- | ----------- |
| George W. Bush         | Richard Cheney              | Republicano        | 58 110 151 | 50,73%  | 286                                   | 53,16%      |
| John Kerry             | John Edwards                | Democrata          | 54 577 481 | 48,27%  | 251                                   | 46,65%      |
| Ralph Nader            | Peter Camejo                | cand. independente | 465 650    | 0,38%   | 0                                     | 0,00%       |
| Michael Badnarik       | Richard Campagna            | Libertário         | 397 265    | 0,32%   | 0                                     | 0,00%       |
| outros                 | outros                      | outros             | 326 145    | -       | 0                                     | 0,00%       |

Nota:John Edwards recebeu um voto de um eleitor infiel.

### Estados que concorreram
| Candidatos          | Partido                  | Participação (nº estados) |
| ------------------- | ------------------------ | ------------------------- |
| Bush / Cheney       | Republicano              | 50+DC                     |
| Kerry / Edwards     | Democrata                | 50+DC                     |
| Badnarik / Campagna | Libertário               | 48+DC                     |
| Peroutka / Baldwin  | Constitucional           | 36                        |
| Nader / Camejo      | Independente, Reformista | 34+DC                     |
| Cobb / LaMarche     | Verde                    | 27+DC                     |

### Mudanças no colégio eleitoral desde 2000
A população do país está continuamente mudando, e alguns estados crescem mais rápido que outros. Com o censo de 2000 completo, Um novo rearranjo dos círculos eleitorais foi feita, movendo alguns distritos representantes dos estados que crescem devagar para os que crescem rápido. Como resultado, a maior parte dos estados teve um número diferente de eleitores em 2004 do que em 2000, agora que o número de eleitores permitidos em cada estado é igual a soma do número de Senadores e Representantes daquele estado.
A tabela a seguir mostra a mudança nas eleições de 2000. Red Estados ganhos por Bush; and Blue estados ganhos por Gore e Kerry. Todos os estados, exceto Nebraska e Maine, usam um sistema "o vencedor ganha tudo" de alocação de eleitores. Cada um desses estados ganhou pelo mesmo partido em 2004 e em 2000; portanto, Bush ganhou sete votos eleitorais por renomeação.
| Votos Ganhos | Votos Perdidos |
| --- | --- |
| - Arizona (8→10 +2) - Flórida (25→27 +2) - Geórgia (13→15 +2) - Texas (32→34 +2) - Califórnia (54→55 +1) - Colorado (8→9 +1) - Carolina do Norte (14→15 +1) - Nevada (4→5 +1) | - Nova York (33→31 -2) - Pensilvânia (23→21 -2) - Connecticut (8→7 -1) - Mississippi (7→6 -1) - Ohio (21→20 -1) - Oklahoma (8→7 -1) - Wisconsin (11→10 -1) - Illinois (22→21 -1) - Indiana (12→11 -1) - Michigan (18→17 -1) |

(Essa tabela usa o atualmente comum sistema de associação de cores vermelho→Republicano / Azul→Democrata como os mapas desta página. Alguns outros mapas na Wikipédia usam o código oposto, por motivos históricos.)

## Estados "Campos de Batalha"

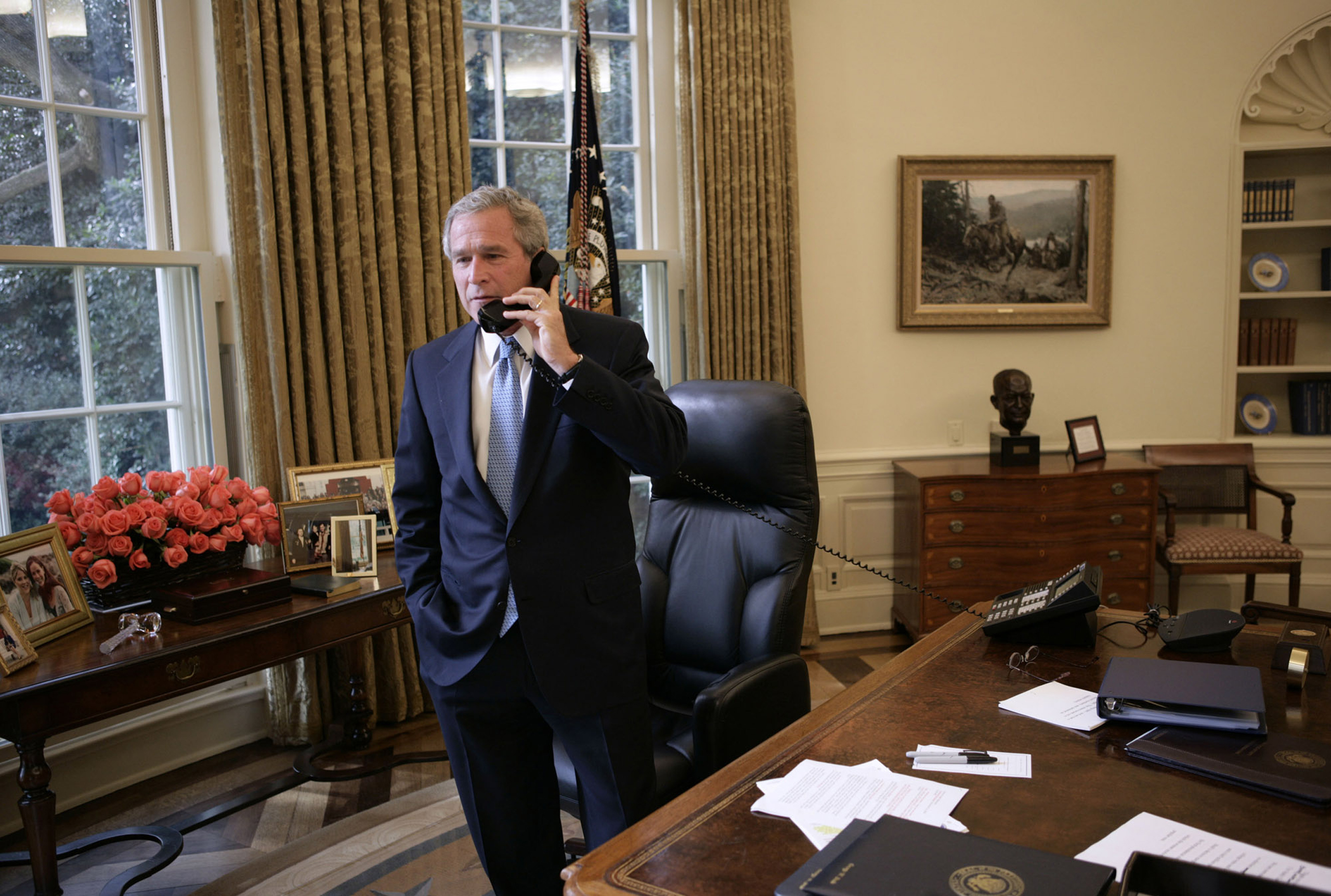
Bush em ligação com John Kerry

Durante a campanha e enquanto os resultados aparecem na noite da eleição houve muito foco em Ohio. Flórida e Pensilvânia. Estes três estados mistos foram vistos como igualmente divididos, e cada um usavam 20 votos eleitorais ou mais, tendo poder para decidir a eleição. No resultado final, Kerry ficou com a Pensilvânia e Bush tomou a Flórida, se concentrando em Ohio.
Na manhã depois das eleições ambos os candidatos estavam virtualmente empatados e estava claro que os resultados no Ohio, Novo México e Iowa ainda não haviam sido declarados, e seus resultados decidiriam o vencedor. Bush estabilizou uma liderança de aproximadamente 130,000 votos mas os democratas mostraram que ainda havia aproximadamente 200000 ou mais votos que ainda não tinham sido contados. Bush teve liderança preliminar em menos de 5% dos votos em apenas quatro estados, mas mesmo em Iowa, Nevada e Novo México todos eventualmente iriam para Kerry, e Bush ganhar em Ohio teria criado um empate no colégio eleitoral, resultando na escolha do vencedor pela Casa dos Representantes, com cada estado, independente de sua população, tendo apenas um voto. Este cenário quase certamente teria resultado na vitória de Bush, pois republicanos controlam a maioria das delegações. Por tanto, o resultado das eleições estava apenas nos resultados de Ohio, independente dos Totais finais em outros estados. A tarde o secretário de estado de Ohio, Kenneth Blackwell, anunciou que era estatisticamente impossível para os Democratas conseguir votos válidos em número suficiente nas urnas não contadas, que agora eram de aproximadamente 140000 (e depois foi estimado serem apenas 135000) para vencer. John Kerry concedeu então a derrota.
O bloco do alto oeste, de Minnesota, Iowa e Winsconsin também foi notável, chegando a soma de 27 votos eleitorais. Entretanto, todos os estados oscilantes foram importantes. A seguinte lista dos estados considerados oscilantes nas eleições de 2004 pela maioria das organizações de noticias e em qual candidato eles eventualmente escolheram. As duas maiores coligações escolheram se focar em propaganda nos seguintes estados:
Bush:
- Colorado
- Flórida
- Iowa
- Novo México
- Nevada
- Ohio
- Virgínia do Ocidental

Kerry:
- Maine
- Michigan
- Minnesota
- New Hampshire
- Ohio
- Oregon
- Pensilvânia
- Wisconsin

## Novidades durante esta campanha

### Observadores Internacionais
Como um pedido do governo dos Estados Unidos, a Organização para Segurança e Cooperação na Europa (OSCE) mandou um grupo de observadores para monitorar as eleições presidenciais de 2004. Foi a primeira vez que a OSCE mandou observadores para uma eleição de presidente nos Estados Unidos, apesar de eles terem sido convidados anteriormente. Em setembro de 2004, a OSCE lançou um memorando sobre os processos das eleições.
Anteriormente, alguns dos 13 Representantes da Coligação Democrática enviaram uma carta para o secretário geral da ONU, Kofi Annan pedindo que a ONU monitorasse as eleições. A ONU respondeu que um pedido destes só poderia vir do Executivo oficial da Nação. Este movimento encontrou forte oposição dos republicanos.
Observadores Internacionais encontraram diversos obstáculos. Pela lei eleitoral nos estados unidos ser em sua maioria estadual, alguns estados se recusaram a deixa-los observar as eleições; por exemplo, uma das leis estaduais requer que os observadores sejam votantes registrados na área

### Voto Eletrônico
Alguns estados correram para conseguir os sistemas de voto eletrônico operacionais para as eleições de 2004. Muitos analistas de segurança avisaram que os terminais de voto tinham uma grande possibilidade de fraude eleitoral ou corrupção de data por um ataque ao software. Outros disseram que recontagens seriam quase impossíveis com as máquinas e criticaram a falta de papel, que inclui todas as máquinas que não usam papel, como eventos triviais tipo compras no mercado e o uso de Caixa Eletrônico. Máquinas que não usam papel são chamadas Gravação Eletrónica Direta. Um dos maiores produtores do sistema GED é a Diebold, que também produz ATMs. O autor Bev Harris, em seu livro Voto em Caixa Preta, descreve em detalhes problemas criados pelo sistema GED.
Os que propunham o voto eletrônico diziam que a intenção do votante poderia ser gravada com muito mais certeza e precisão do que usando voto de papel.

### Mudanças na Lei Eleitoral
A eleição de 2004 foi a primeira que foi afetada pela reforma de finanças de campanha ordenada pelo ato de reforma bipartidária de 2002 (também conhecido como a Conta McCain-Feingoldpor seus parceiros no Senado. Por causa das restrições do Ato em levantamento de fundos para candidatos e partidos, um grande número de autodenominados grupo 527 emergiu. Nomeado para uma seção do Código de receita interna, estes grupos foram capazes de elevar quantidades de dinheiro para várias causas políticas contanto que eles não coordenassem suas atividades com campanhas políticas. Exemplos de 527s incluem Marinheiros Veteranos pela Verdade, MoveOn.org, o Fundo de Mídia, e América caminhando junto. Muitos destes grupos ficaram ativos durante a campanha. (Houve uma atividade similar, embora em uma escala muito menor, durante a campanha de 2000.)
Para distinguir a campanha oficial da campanha independente, propaganda política na televisão deveriam conter uma retratação identificando a organização responsável pela propaganda. Propaganda produzida por campanhas políticas normalmente incluía o memorando "Eu sou "[nome do candidato]", e eu aprovo esta mensagem." Propaganda produzida por organizações independentes normalmente incluía o seguinte memorando ""[Nome da Organização]" é responsável pelo conteúdo desta propaganda" e a partir de 3 de setembro (60 dias antes da eleição geral), estas organizações foram proibidas de mencionar qualquer nome de candidato em sua propaganda. Anteriormente, comerciais televisivos só precisavam de uma retratação de "pago por" na tela.
Esta lei não foi muito conhecida nem teve publicidade no começo das campanhas, o que levou a algumas percepções erradas de Howard Dean, que foi o primeiro candidato a comprar propaganda televisiva no ciclo eleitoral. Não sabendo que a lei requeria o fraseamento, algumas pessoas vendo a propaganda se questionaram por que Dean diria uma coisa assim. Essas perguntas eram fáceis de responder porque a campanha de Dean era de comportamento independente.

### Emenda 36 de Colorado
Uma iniciativa de cédula em Colorado, conhecido como Emenda 36, teria mudado o modo em que o estado contabilizava seus votos eleitorais. Ao invés de colocar os 9 eleitores estaduais para o candidato com mais votos, sob a emenda Colorado teria enviado os votos eleitorais proporcionalmente aos votos do contado, que seria um sistema único (Nebraska e Maine colocaram seus votos eleitorais baseados no total de votos de cada distrito congregacional). Detratores afirmaram que esta divisão iria diminuir a influência de Colorado no Colégio Eleitoral e a emenda por fim falhou, recebendo apenas 34% dos votos.

### Desafios Legais
Observadores das eleições e analistas políticos previram uma quantidade de resultados contestados de forma similar a recontagem de votos na Flórida em 2000. Vários estados se agarraram a seus próprios termos legais que poderiam afetar o resultado dos votos, enquanto os dois grandes partidos e um grande número de grupos independentes com a ACLU recrutaram muitos advogados.
Em vários estados incluindo Ohio, Colorado, Flórida e Nevada, existiam processos e outras disputas como "desafio votante", registro de voto, e cédulas ausentes. Estes foram considerados pouco capazes de alterar o resultado do Colégio Eleitoral. Na Flórida, por exemplo, múltiplos processos foram realizados antes mesmo da eleição, mas poucos observadores esperavam que o resultado oficial, em que Bush venceu Kerry por 400000 votos, mudasse. Na manhã de 3 de novembro, o estado que decidiria a contagem de votos eleitorais seria Ohio, aonde Bush venceu com 136,000 votos de vantagem. A esperança dos democratas estavam nas aproximadamente 135000 cédulas que ainda não haviam sido contadas. Todavia, depois de concluir que uma recontagem não mudaria o resultado das eleições, Kerry concedeu a derrota aproximadamente 11:00 EST naquela manhã, e George W. Bush declarou sua vitória na tarde do mesmo dia.

## Controvérsia nas eleições
Depois da eleição, algumas fontes reportaram indícios de possíveis irregularidades e erros sistemáticos durante o processo eleitoral, que são cobertos em detalhes em artigos sobre as controvérsias eleitorais. Membros democratas da Comissão Judiciária, e outras organizações políticas, continuaram investigando. Nenhuma análise independente e compreensível foi publicada, mas a People for American Way produziu um relatório preliminar em supressão de votos nas eleições e o comitê jurídico democrata lançou um relatório de status de 100 páginas sobre irregularidades e condutas potencialmente ilegais em Ohio.
Grande parte da controvérsia vem das máquinas de voto eletrônicas e de scanner ocular, que foram usados em maiores números que antes devido a preocupações na confiabilidade de máquinas manuais durante as eleições de 2000. Outros problemas reportados foram aparência de votantes (mais votos nas zonas eleitorais do que votantes registrados nelas), discrepâncias entre a data de envio das urnas e a data dos resultados, principalmente em estados oscilantes, e as complicações que surgiram na quantidade reduzida de urnas, particularmente em áreas democratas e em estados de empate.
Apesar de o resultado geral das eleições não ter sido questionado pela campanha de Kerry, partidos menores com os candidatos David Cobb e Michael Badnarik obtiveram a recontagem em Ohio. Esta recontagem foi completa em 28 de dezembro de 2004, sob alegações de recontagem ilegal em muitos condados.
Em 6 de janeiro a Casa dos Representantes votou na contagem oficial de votos, a moção para rejeitar os votos de Ohio foi apoiada por 31 democratas. Foi rejeitada por 178 republicanos, 88 democratas e 1 independente. Não votantes foram 52 republicanos e 80 democratas. Quatro pessoas eleitas para a Casa ainda não haviam ingressado, e uma cadeira estava vaga. Quando o Senado rejeitou uma moção similar, foi apoiada apenas por sua criadora, Senadora Boxer, com 74 senadores se opondo e 25 não votando. Durante o debate, nenhum senador, tanto democrata quanto republicano, discutiu que o resultado da eleição deveria ser trocado ou por ordem da corte ou por recontagem de votos. A Senadora Boxer clamou que ela fez a moção não para desafiar o resultado, mas para "jogar a luz da verdade nestas irregularidades".

### Em português
- UOL Mídia Global - Especial Eleições EUA

### Em inglês
Sites oficiais dos candidatos (em ordem alfabética de sobrenome)
- Michael Badnarik (Libertador)
- George W. Bush (Republicano) (Agora redireciona para o site do Partido Republicano dos Estados Unidos)
- David Cobb (Verde)
- John Kerry (Democrata)
- Ralph Nader (Independente)
- Michael Peroutka (Constitucional)

Arquivo de vídeos das eleições
- O arquivo das eleições de 2004 do Internet Archive oferece download gratuito de vários vídeos

Debates globais
- Talk to US
- The world speaks
- The world votes
- Globalvote 2004

Protestos
- CounterConvention.org: Information on groups protesting the 2004 Republican National Convention

Mídia
- Associated Press Presidential Elections
- BBC Vote USA 2004
- CNN America Votes 2004
- Fox News You Decide 2004: Election 2004 coverage
- The Guardian US Elections 2004
- The Washington Post Election 2004 coverage
- Yahoo! News Election 2004
- Directory of Media Endorsements com comparação entre as eleições de 2000 e 2004.
- A revista Science perguntou aos dois principais candidatos suas posições sobre ciência